# Claus Jensen
Claus William Jensen (Nykøbing Falster, Dinamarca, 29 de abril de 1977) es un ex-futbolista danés, se desempeñaba como centrocampista. En 2007 tuvo que retirarse prematuramente debido a sus lesiones.

## Clubes
| Club              | País       | Año       | Partidos | Goles |
| ----------------- | ---------- | --------- | -------- | ----- |
| Næstved BK        | Dinamarca  | 1995-1996 | 4        | 0     |
| Lyngby BK         | Dinamarca  | 1996-1998 | 62       | 14    |
| Bolton Wanderers  | Inglaterra | 1998-2000 | 86       | 8     |
| Charlton Athletic | Inglaterra | 2000-2004 | 123      | 16    |
| Fulham FC         | Inglaterra | 2004-2007 | 35       | 4     |

- Datos: Q697271
- Multimedia: Claus Jensen / Q697271